# Campionati del mondo di ciclismo su strada 2012 - Cronometro a squadre femminile
La cronometro a squadre femminile dei Campionati del mondo di ciclismo su strada 2012 fu corsa il 16 settembre 2012 nei Paesi Bassi, tra Sittard e Valkenburg, su un percorso totale di 34,2 km. La squadra tedesca Team Specialized-Lululemon vinse la gara con il tempo di 46'31".
Per la prima volta una gara dei campionati del mondo di ciclismo su strada fu riservata alle squadre di club e non alle nazionali.

## Squadre partecipanti
| N.      | Cod. | Squadra                     |
| ------- | ---- | --------------------------- |
| 1-6     | SLU  | Team Specialized-Lululemon  |
| 11-16   | GEW  | Orica-AIS                   |
| 21-26   | RBW  | Rabobank Women Cycling Team |
| 31-36   | LNL  | AA Drink-Leontien.nl        |
| 41-46   | RVL  | RusVelo                     |
| 51-56   | DLT  | Dolmans-Boels Cycling Team  |
| 61-66   | SKI  | Skil-Argos                  |
| 71-76   | BPK  | BePink                      |
| 81-86   | HPU  | Hitec Products-Mistral Home |
| 91-96   | LBL  | Lotto-Belisol Ladies        |
| 101-106 | MIC  | SC Michela Fanini-Rox       |
| 111-116 | SLT  | Sengers Ladies Cycling Team |

## Classifica
| Pos. | Squadra | Tempo   |
| ---- | --- | ------- |
| 1    | Team Specialized-Lululemon Ellen van Dijk Charlotte Becker Amber Neben Evelyn Stevens Ina-Yoko Teutenberg Trixi Worrack | 46'32"  |
| 2    | Orica-AIS | a 24"   |
| 3    | AA Drink-Leontien.nl | a 1'59" |
| 4    | Rabobank Women Cycling Team                                                                                             | a 2'20" |
| 5    | RusVelo | a 2'31" |
| 6    | BePink | a 3'15" |
| 7    | SC Michela Fanini-Rox                                                                                                   | a 4'37" |
| 8    | Hitec Products-Mistral Home                                                                                             | a 4'38" |
| 9    | Dolmans-Boels Cycling Team                                                                                              | a 5'00" |
| 10   | Lotto-Belisol Ladies | a 5'32" |
| 11   | Skil-Argos | a 5'33" |
| 12   | Sengers Ladies Cycling Team                                                                                             | a 5'46" |